# Neoephemera youngi
Neoephemera youngi är en dagsländeart som beskrevs av Berner 1953. Neoephemera youngi ingår i släktet Neoephemera och familjen Neoephemeridae. Inga underarter finns listade i Catalogue of Life.